# Chu Tien-wen
Chu Tien-wen (朱天文S, Zhū TiānwénP; Taipei, 24 agosto 1956) è una scrittrice e sceneggiatrice taiwanese.

## Biografia
Nasce il 24 agosto 1956 a Taipei in una prestigiosa famiglia letteraria dell'isola di Formosa. Ha scritto molte sceneggiature per il famoso regista taiwanese Hou Hsiao-hsien, tra cui Il maestro burattinaio, Goodbye South, Goodbye, Millennium Mambo, Città dolente e molti altri. Chu fu candidata nel 2015 al Premio Newman per la letteratura cinese e fu la prima donna a vincere il premio.